# Андроники
Андро́ники — село в Україні, у Корюківській міській громаді Корюківського району Чернігівської області. Населення становить 33 осіб. До 2016 орган місцевого самоврядування — Наумівська сільська рада.

## Географія
Село розташоване за 14 км від районного центру і залізничної станції Корюківка та за 19 км від селищної ради. Висота над рівнем моря — 124 м.
На території андрониківського лісництва знаходяться декілька заказників місцевого значення.
Ботанічний заказник місцевого значення «Бурківщина». Реєстраційний № 9/2-578, площа 566 га, кв. 75-86, перебуває у віданні ДП «Холминське лісове господарство», який являє собою змішаний (сосново-дубовий, з ділянками берези бородавчастої) ліс віком понад 60 років, де в трав'яному покриві зростають яглиця звичайна, копитняк європейський, просянка розлога, конвалія звичайна та ряд інших меморальних видів.
Гідрологічний заказник місцевого значення «Вигор». Реєстраційний № 9/6-578, площа 19 га, кв. 62-63, перебуває у віданні ДП «Корюківське лісове господарство».
Гідрологічний заказник місцевого значення «В'юнне». Реєстраційний № 9/7-578, площа 17 га, кв. 83-85, перебуває у віданні ДП «Корюківське лісове господарство». Низинне осокове болото в заплаві річки Бреч — регулятор водного режиму річки.
Селом протікає річка Бречиця, права притока Бречі.

## Історія
12 червня 2020 року, відповідно до розпорядження Кабінету Міністрів України № 730-р «Про визначення адміністративних центрів та затвердження територій територіальних громад Чернігівської області», увійшло до складу Корюківської міської громади.
19 липня 2020 року, в результаті адміністративно-територіальної реформи та ліквідації колишнього Корюківського району, село увійшло до складу новоутвореного Корюківського району.

## Топоніміка
Село дістало назву від ченця Андроника, який на початку XVII ст. заснував скит, що згодом розбудувався у Бречицький Андроників монастир.

## Населення
За даними перепису населення 2001 року у селі проживали 33 особи.
Рідною мовою назвали:
| Мова       | Кількість осіб | Відсоток |
| ---------- | -------------- | -------- |
| українська | 33             | 100 %    |

## Історичні пам'ятки
На території села до 1786 року діяв Бречицький Андроників монастир, тут було збудовану дерев'яну келію та Благовіщенську церкву з трапезною. У 1684 р. чернігівський архієпископ Лазар Баранович затвердив Андроника ігуменом. У 1691 р. визначено земельні межі монастиря, закріплені універсалом гетьмана Івана Мазепи і підтверджені універсалами Івана Скоропадського (1709 р.) та Данила Апостола (1732 р.). У кінці XVII ст. на землях Андроникова монастиря засновано слобідку для бездомного люду. У 1705 р. в монастирі збудовано дерев'яну Троїцьку церкву (іконостас установлено 1710 р.), а в 1713 р. — нову Благовіщенську церкву. У 1786 р. монастир було закрито, а маєтності секуляризовано.

## Відомі люди
- Зорко Анатолій Єгорович (1956 р. н.) — український живописець. Заслужений художник України (2004). Член Національної спілки художників України (1992).
- Товстоліс Микола Миколайович (1872—1938) — правник, професор, автор багато разів перевиданого підручника по праву, розстріляний за СРСР.